# Cotis II del Bòsfor
Cotis II del Bòsfor o Tiberi Juli Cotis II era un rei del Bòsfor Cimmeri, protegit de Roma.
Era probablement fill del rei Tiberi Juli Sauromates I, al que va succeir potser l'any 123. Va regnar en temps de l'emperador Hadrià (del 123 al 132) i l'esmenta Flavi Arrià al Periple del Pont Euxí. Es conserva alguna moneda del seu regnat on està representat el rei i al darrere la cara d'Hadrià. Arrià el suposa germà de Rescuporis I que havia estat rei del 68 al 93 i, per tant, oncle, i no fill, de Sauromates I.